# Луб'янка (Вознесенський район)
Луб'я́нка — село в Україні, у Веселинівській селищній громаді Вознесенського району Миколаївської області. Населення становить 352 особи. До 2016 року орган місцевого самоврядування — Луб'янська сільська рада.

## Населення

### Мова
Розподіл населення за рідною мовою за даними перепису 2001 року:
| Мова       | Кількість | Відсоток |
| ---------- | --------- | -------- |
| українська | 284       | 80.69%   |
| румунська  | 38        | 10.80%   |
| російська  | 25        | 7.10%    |
| болгарська | 3         | 0.85%    |
| німецька   | 1         | 0.28%    |
| вірменська | 1         | 0.28%    |
| Усього     | 352       | 100%     |